# Ниога (Илиноис)
Ниога (енгл. Neoga) град је у америчкој савезној држави Илиноис. По попису становништва из 2010. у њему је живело 1.636 становника.

## Демографија
Према попису становништва из 2010. у граду је живело 1.636 становника, што је 218 (11,8%) становника мање него 2000. године.
| Група             | 2000.         | 2010.         |
| Белци             | 1.800 (97,1%) | 1.593 (97,4%) |
| Афроамериканци    | 5 (0,3%)      | 11 (0,7%)     |
| Азијати           | 6 (0,3%)      | 4 (0,2%)      |
| Хиспаноамериканци | 26 (1,4%)     | 13 (0,8%)     |
| Укупно            | 1.854         | 1.636         |